# Проблемно-базирано обучение
Проблемно-ориентирано обучение, ПОО или още като проблемно-базирано обучение, ПБО (на английски: Problem-based learning) е тип центрирана към учещия педагогика, при която обучаваните учат за даден въпрос (тема) в контекста на комплексни, многостранни и реални проблеми. При това се осигуряват различни източници на информация, насоки и инструкции към обучаемите, така че те да овладеят знания и да развият умения за самостоятелно анализиране и решаване на проблеми. В центъра на всички учебни дейности при този метод е поставеният проблем.
Проблемно-ориентираното обучение (ПОО) е педагогическа стратегия за активно учене, често прилагана във висшите учебни заведения, но може да се адаптира и за целите на училищното образование от I до XII клас.
Някои от отличителните особености на проблемно-ориентираното обучение са:
- провежда се чрез предизвикателни, без предварително поставени ограничения, проблеми;
- обучаемите работят в малки групи;
- преподавателят само подпомага обучението.

При този метод обучаемите се мотивират да поемат отговорност за групата, в която работят и да организират и насочат процеса на обучение с подкрепата на преподавателя. Пред тях се поставят интересни проблеми от реалния живот, с цел да се събуди любопитството и ентусиазмът им да положат усилия и така да достигнат до желания резултат и да решат проблема. Защитниците му твърдят, че той може да се използва за надграждане над натрупаните знания, насърчаване развитието на комуникацията, решаването на проблеми и самонасочване на уменията за учене.
ПОО обикновено се провежда в малки дискусионни групи с помощта на обучаващ. Представя се реалистичен проблем за разрешаване, който често съдържа непълна информация. В някои случаи на ПОО обучаемите трябва да проведат проучване, за да съберат необходимата информация за разглеждания проблем, в други тя се предоставя като резултат от решаването на задачата. По този начин обучаемите не само натрупват допълнителни знания вследствие на самостоятелното проучване, но и се научават как сами да намират необходимата им информация и да я прилагат за решаването на конкретни реални ситуации. Проблемите се дискутират, дефинира се това, което е известно, генерират се хипотези, поставят се образователни цели и се организира по-нататъшната дейност (като проучване и събиране на информация от различни източници). Резултатите се представят и дискутират на следващото занятие. Цикълът на ПОО завършва с коментар върху процеса на обучение, решаването на проблема и съвместната работа. Може да се използва учебната дъска, на която да се следи пътят, който обучаемите са изминали до разрешаването на поставената задача. Ролята на преподавателя е да ръководи процеса на учене, а не да осигурява знания. Той само подпомага обучаемите като задава отворени въпроси, до голяма степен, метапознавателни.

## Критика
Суелър и други публикуват серия от изследвания през последните двадесет години, които имат отношение към проблемно-базираното обучение, но касаят когнитивното натоварване и това, което те описват като „ефект на водаческото засенчване“ (Sweller, 2006). Суелър (1988) предлага теорията за когнитивно натоварване, за да обясни как новаците реагират на ПБО по време на ранните стадии на учене.